# 10786 Robertmayer
10786 Robertmayer è un asteroide della fascia principale. Scoperto nel 1991, presenta un'orbita caratterizzata da un semiasse maggiore pari a 2,2129093 UA e da un'eccentricità di 0,0658910, inclinata di 3,44491° rispetto all'eclittica.